# Glendale (Missouri)
Glendale és una població dels Estats Units a l'estat de Missouri. Segons el cens del 2000 tenia 5.767 habitants.

## Demografia
Segons el cens del 2000, Glendale tenia 5.767 habitants, 2.294 habitatges, i 1.640 famílies. La densitat de població era de 1.726,1 habitants per km².
Dels 2.294 habitatges en un 35,7% hi vivien nens de menys de 18 anys, en un 62,6% hi vivien parelles casades, en un 7,4% dones solteres, i en un 28,5% no eren unitats familiars. En el 26% dels habitatges hi vivien persones soles l'11,6% de les quals corresponia a persones de 65 anys o més que vivien soles. El nombre mitjà de persones vivint en cada habitatge era de 2,51 i el nombre mitjà de persones que vivien en cada família era de 3,06.
Per edats la població es repartia de la següent manera: un 27,7% tenia menys de 18 anys, un 3,7% entre 18 i 24, un 28,3% entre 25 i 44, un 25,9% de 45 a 60 i un 14,5% 65 anys o més.
L'edat mediana era de 40 anys. Per cada 100 dones de 18 o més anys hi havia 83,1 homes.
La renda mediana per habitatge era de 75.279 $ i la renda mediana per família de 90.250 $. Els homes tenien una renda mediana de 70.018 $ mentre que les dones 36.552 $. La renda per capita de la població era de 35.136 $. Entorn del 0,4% de les famílies i el 0,4% de la població estaven per davall del llindar de pobresa.

## Poblacions més properes
El següent diagrama mostra les poblacions més properes.